# Onthophagus carinensis
Onthophagus carinensis är en skalbaggsart som beskrevs av Antoine Boucomont 1914. Onthophagus carinensis ingår i släktet Onthophagus och familjen bladhorningar. Inga underarter finns listade i Catalogue of Life.